# FC Encamp
Der Futbol Club Encamp, wegen des Sponsors auch als Gran Valira Encamp bekannt, ist ein andorranischer Fußballverein aus Encamp.

## Geschichte
Der 1950 gegründete Verein gehört zu den ältesten Klubs des Landes. Seit der Einführung 1995 nimmt der Klub am offiziellen Spielbetrieb unter der Leitung des 1994 gegründeten andorranischen Fußballverbandes teil. Gleich im ersten Jahr gelang der bisher größte Erfolg des Vereins, als mit zwei Punkten Vorsprung auf den Verfolger CE Principat die erste andorranische Meisterschaft gefeiert werden konnte. Auch in den folgenden Jahren konnten vordere Platzierungen erzielt werden. 2000 stand man im andorranischen Pokalfinale, hatte aber beim 0:6 gegen Constelació Esportiva keine Chance.
Nachdem man 2001 nur als Tabellensiebter die Saison beendet hatte, gelang 2002 der Meistertitel, als man die nach der regulären Saison noch an erster Stelle platzierten UE Sant Julià am letzten Spieltag der Meisterschaftsplayoffs mit 2:1 besiegte und damit mit einem Punkt Vorsprung überholte. Im folgenden Jahr beendete man die Serie als Vizemeister, als am Ende der FC Santa Coloma einen Punkt mehr verbuchen konnte.
Wurde der FC Encamp 2004 noch Tabellenvierter, beendete der Klub die Saison 2004/05 nach der regulären Runde als Sechster und musste in den Abstiegsspielen antreten. Dort blieb man in sechs Spielen punktlos und musste aufgrund des schlechteren direkten Vergleiches als Tabellenletzter hinter dem punktgleichen Atlètic Club d’Escaldes in die Segona Divisió absteigen.
Dort blieb man in 12 Spielen ohne Niederlage und wies mit 32 Punkten 9 Punkte mehr auf als der Tabellenzweite FC Casa Benfica. Diesen Vorsprung konnte man in den sechs Aufstiegsspielen, in denen man wieder ohne Niederlage blieb, ausbauen und UE Engordany hatte als Zweiter am Ende der Runde 12 Punkte Rückstand. Somit gelang der Mannschaft der Aufstieg und die Rückkehr in die Primera Divisió.

## Europapokalbilanz
| Saison  | Wettbewerb         | Runde         | Gegner                 | Gesamt | Hin     | Rück    |
| ------- | ------------------ | ------------- | ---------------------- | ------ | ------- | ------- |
| 2002/03 | UEFA-Pokal         | Qualifikation | Zenit Sankt Petersburg | 00:13  | 0:5 (H) | 0:8 (A) |
| 2003    | UEFA Intertoto Cup | 1. Runde      | Lierse SK              | 1:7    | 0:3 (H) | 1:4 (A) |

Gesamtbilanz: 4 Spiele, 4 Niederlagen, 1:20 Tore (Tordifferenz −19)

## Erfolge

### Andorranische Meisterschaft
- Meister (2): 1996, 2002
- Vizemeister (1): 2003

### Andorranischer Pokal
- Finalist (1): 2000